# 佐藤一斎

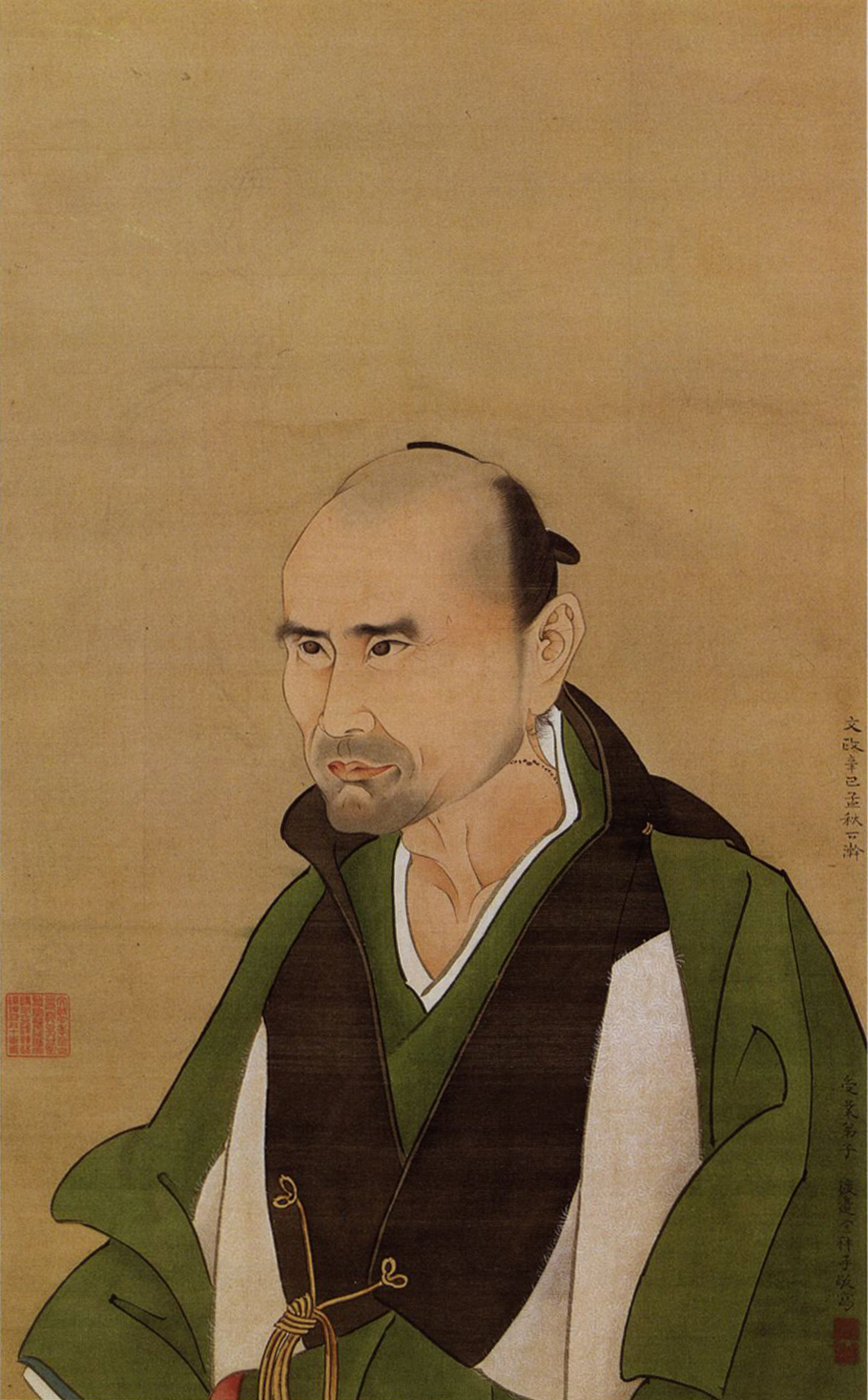
佐藤一斎像（渡辺崋山筆）

佐藤 一斎（さとう いっさい、明和9年10月20日（1772年11月14日）- 安政6年9月24日（1859年10月19日））は、美濃国岩村藩出身の儒学者。諱は坦（たいら）。通称は捨蔵。字は大道。号は一斎のほか、愛日楼、老吾軒。

## 生涯
明和9年10月20日（1772年11月14日）に佐藤信由の次男として、江戸浜町（中央区日本橋浜町）の岩村藩邸下屋敷内で生まれた。生家は佐藤方政の子孫の系と伝えられ、代々藩の家老を務める家柄だった。一斎も寛政2年（1790年）より岩村藩に仕え、藩主松平乗薀の三男・乗衡（のりひら）の近侍となるが、翌年に免職となる。その後は大坂に遊学し、皆川淇園・中井竹山に学んだ。
寛政5年（1793年）江戸に戻って林簡順の門下となる。間もなく簡順が没し、乗衡が公儀儒官である林家に養子として迎えられ、当主（大学頭）として林述斎と名乗ると、一斎は述斎の門人として留まった。文化2年（1805年）には塾長に就き、述斎と共に多くの門弟の指導に当たった。
儒学の大成者として公に認められ、天保12年（1841年）に述斎が没したため、昌平黌の儒官（総長）を命じられ、官学の総帥として重きをなした。朱子学を専門としつつも、中井竹山の指導によって陽明学も修め、学問仲間から尊敬をこめて「陽朱陰王」と呼ばれた。門下生は3,000人と言われ、一斎の膝下から育った弟子として、山田方谷、佐久間象山、渡辺崋山、横井小楠、若山勿堂、池田草庵、東沢瀉、吉村秋陽、安積艮斎、中村正直、林靏梁、大橋訥庵、河田藻海、竹村梅斎、河田迪斎、山室汲古、北條悔堂、森光厚、森光福、楠本端山など、いずれも幕末に活躍した英才が多数いる。
。同門の友人には松崎慊堂がいる。将軍侍医の杉本宗春院とは極めて親しかった。
また、一斎は常に時計を持ち、時間厳守を第一とする厳格な性格の持ち主であった。だが「蛮社の獄」では、無実の罪で窮地に陥った渡辺崋山を擁護する毅然とした対応を取らなかったので、後々（特に明治以降）「言行不一致」と批判されることとなった。
安政元年（1854年）の、日米和親条約の締結交渉では、大学頭・林復斎（述斎の六男）を補佐している。吉田松陰は玉木文之進への手紙の中で「林家、佐藤一斎等は、至って兵事をいふ事を忌み、殊に西洋辺の事共申候得ば、老仏の害よりも甚しとやら申される由」と書いて、西洋嫌いに失望している。
安政6年9月24日（1859年10月19日）、88歳で死去した。墓地は、東京都港区六本木7丁目の深廣寺にあるが、非公開である。
大正4年（1915年）、従四位を追贈された。

## 家族
- 長男・慎左衛門 
  - 娘・町子（まち） ‐ 田口卯吉・木村鐙子の母親（異父姉弟）となり、鐙子の名前は一斎の命名による。
- 三男・立軒
  - 次女・士子（ことこ） ‐ 実業家の吉田健三に嫁ぎ、吉田茂の養母となった。
- 八女・しん（紳、縝、鎮） ‐ 一斎門下の河田迪斎（八之助、1806－1859）の後妻。迪斎は林家塾頭、幕府儒員。[7][8][9]
  - 長男・河田熙（凞、河田貫堂、1835-1900） ‐ 幕吏。開成所頭取、大目付。横浜鎖港談判使節団目付を務め、帰国後は静岡藩少参事。廃藩後、徳川家達の家扶となり、1877年家達渡英に同行、1882年帰国後、徳川家子女教育係を務める。子がなく、家督は弟の烋が継いだ。[10]
  - 二男・大橋陶庵(燾、正燾、仲載、1837-1882)  ‐ 儒者、文学者、教育者。大橋訥庵の娘婿。訥庵が企てた坂下門外の変に連座し投獄されたが、維新後大学教授となる。[11]
    - 長男・晋二 ‐ 菊池長四郎の婿養子となり、長四郎を襲名。

  - 三男（四男）・河田羆（河田柳荘、1842-1920） ‐ 地理学者。内務省地理局地誌課にて大日本地名辞書」、「大日本国誌」の編纂に携わったが、1890年に部下の河井庫太郎が詐欺事件を起こしたことから編纂掛が廃止されて非職となり、静嘉堂文庫の整理に携わる[12]。
  - 七男・河田烋(1856-1911) ‐ 貴族院書記官兼逓信大臣秘書官[13]。東京市助役。烋の妻と田口卯吉の妻は姉妹である[14]
    - 長男・河田烈
    - 二男・山川黙

## 著書
- 言志四録：一斎が後半生の四十余年にわたり記した随想録。『言志録』『言志後録』『言志晩録』『言志耋（）録』の4書の総称である。幕末の武士の間で、非常時の覚悟を示した書として愛読された[1]。西郷隆盛が終生の愛読書としたほか、今日まで長く読み継がれている。

## 関連文献
- 『佐藤一斎全集』全14巻、明徳出版社（1991年 - 2003年、※第10巻のみ2010年に刊）
- 『佐藤一斎　言志四録』 山田準（済斎）・五弓安二郎 訳註（岩波文庫、1935年、復刊1999年ほか）
- 『座右版 言志四録』 久須本文雄全訳注（講談社、新版1994年）、禅による解釈・訳文
- 『日本思想大系46　佐藤一斎　大塩中斎[16]』（岩波書店、1980年）-「言志録　言志後録　言志晩録　言志耋録」相良亨・溝口雄三校注